# Культурна депривація
Культурна депривація (англ. cultural deprivation) — відсутність відповідних культурних ресурсів, наприклад, мови та знання. Поняття використовувалося для пояснення обмежень в освіті робітничого класу і дітей етнічних меншин. Воно мало особливий вплив в кінці 1960-х — початку 70-х рр. у США й у Великій Британії. Проекти «Хедстарт» (США) та «Пріоритетні сфери освіти» (Велика Британія) були розроблені для дітей з робітничих родин через відсутність батьківської уваги, невдалою сім'ї та сусідів, а також неадекватного забезпечення відповідним культурним досвідом. Ця теорія дефіциту неспроможності в освіті зазнала сильної критики, тому що припускає особисту невідповідність. Деякі соціологи вважають, що ця проблема належить до культурних відмінностей, бо школа включає соціальні цінності, що відрізняються від цінностей та ідей представників робітничого класу.